# 徐起陸
徐起陆（？—？），字伯起，號參嶺，湖广安陆护卫官籍承天府钟祥县人。

## 生平
万历四十年（1612年）壬子科湖廣鄉試舉人，四十七年（1619年）己未科進士，四十八年授山东肥城县知县，政教备举，民不劳而事集。天啓六年（1626年）起補蘇州府儒學教授，介性清操，宦归萧然如寒素士。

## 家族
曾祖徐海。祖父徐濡。本生祖父徐濃。父徐大純。